# Questia Online Library
Questiaとは人文科学や社会科学を中心とした書籍とアカデミックオリエンテーションのオンライン商用電子図書館である。購読申し込みでQuestiaにある書籍や記事の全文を読むことができる。

## サービス
Questiaはパブリックドメイン著作物や出版情報、目次、章ごとの最初のページ、ライブラリにあるコンテンツのブール検索、6500トピックスもの収蔵されている書籍や記事の短い書誌といったいくつかの情報を無料で提供している。
書籍や電子書籍の所有権を売っているわけではないが、むしろ収蔵している76,000冊以上の書籍、2,000,000冊以上のジャーナル、雑誌、新聞記事全てをオンラインで読める月間、年間購読権を販売している。書籍はそれぞれの分野において説得力があり権威ある著作物が学術ライブラリによって選定される。司書は頻繁にリサーチされたトピックスにおいて7000もの参照文献目録をコンパイルしている。この図書館は多くのより古い歴史的文書を含む社会科学、人文科学の書籍、ジャーナル記事に最も強みを持つ。オリジナルのページ付けは主に引用素材になるようにメンテナンスされている。Questiaのサービスはまた自動的に引用や書誌を自動作成したり執筆者が適切な素材を引用するのを助ける機能もある。
Questia libraryの制限は新たな追加がベータバージョンのみで可能になっていることである。Questiaの初期出版物とは異なりこれらはユーザーによってカーソルから直接テキストがコピーされるのを防いでいる。出版物は1ページのみ無料で印刷できる。複数ページの印刷は有料になる。

## 批判
2005年に図書館司書のスティーブン・J・ベルは学術図書館がリベラルアーツや学生でない利用者に集中しているとQuestiaを批判している。ベルはまたQuestiaがアカデミックな司書や才能のある人を雇っていない、一部の職員は高度な図書館学の学位を持っているものの特徴的な学生達のためのコレクションを開発するために教員と共同作業を含めた仕事をしていないと論じている。
Questiaの社長兼CEOのティム・ハリスは2010年5月にQuestiaがセンゲージラーニングの子会社であるゲイル社に買収されたと発言した。
2011年9月21日にQuestiaはQ&Aブログを立ち上げた。Q&Aは「Education news」「Student resources」「Subjects」カテゴリにわかれている。「Subjects」では読者が読者が学術的需要を元に特定のコンテンツを検索するために詳しく細分化されている。